# Wöllstein
Wöllstein település Németországban, Rajna-vidék-Pfalz tartományban. Lakosainak száma 4752 fő (2023. december 31.).

## Népesség
A település népességének változása:
| Lakosok száma | 2632 | 4599 | 4597 | 4584 | 4638 | 4752 |
|               | 1975 | 2017 | 2019 | 2021 | 2022 | 2023 |